# VOC-Kamer Delft
De Kamer van de VOC in Delft, was de Delftse kamer van de Vereenigde Oostindische Compagnie (VOC), opgericht in 1602. Aan het VOC-opperbestuur, de Heren XVII, leverde het college van Delft één vertegenwoordiger. Hiermee behoorde Delft tot de vier kleine kamers.

## Geschiedenis
Delft, dat geen maritieme geschiedenis had, sloot zich vrij laat aan bij de eerste handelsreizen naar Indië. In 1601 richtten 12 kooplieden een compagnie op en huurden het schip De Haai voor een reis naar Indië onder leiding van schipper Adriaan Kornelisz Haai. Deze tocht is er onder verantwoording van de Delftse voorcompagnie nooit gekomen, omdat de VOC in 1602 al werd opgericht. Het schip De Haai werd daarom omgedoopt tot Eendracht, en maakte in de vloot van Wijbrand van Warwijck zijn eerste reis naar Bantam.
Door deelnemers uit de Kamer van Delft werd voor 469.400 gulden ingetekend op het aandelenkapitaal van de VOC. Dat was ruim 7 procent van het totale ingetekende kapitaal. Het bestuur van de Kamer van Delft was voor een groot deel in handen van enkele machtige Delftse families, die ook domineerden in andere bestuurlijke functies, zoals de families Meerman, Van Lodenstein en Van der Dussen. Bij de oprichting van de VOC in 1602 telde de Delftse Kamer twaalf bewindhebbers, de oprichters van de voorcompagnie. Dat aantal moest volgens het octrooi van de VOC door natuurlijk verloop worden teruggebracht tot zeven. De Staten-Generaal wilden echter meer invloed hebben op de VOC. Bij de verlenging van het octrooi van de VOC in 1647 werd daarom bepaald dat de niet-zeevarende provincies ook een zetel kregen in de kamers. De Kamer van Delft kreeg een vertegenwoordiger uit Overijssel toegewezen, die echter nooit aanwezig was. Vanaf 1696 mocht de Ridderschap van Holland en West-Friesland ook een van de bewindhebbers in afwisselend de Kamer van Delft of Rotterdam aanstellen. Wisseling van kamer vond plaats bij overlijden of aftreden van een van de bewindhebbers.
Nadat de VOC aan het eind van de 18e eeuw werd opgeheven, werd de VOC-Kamer Delft in 1803 opgedoekt.

## De bezittingen van de Delftse Kamer

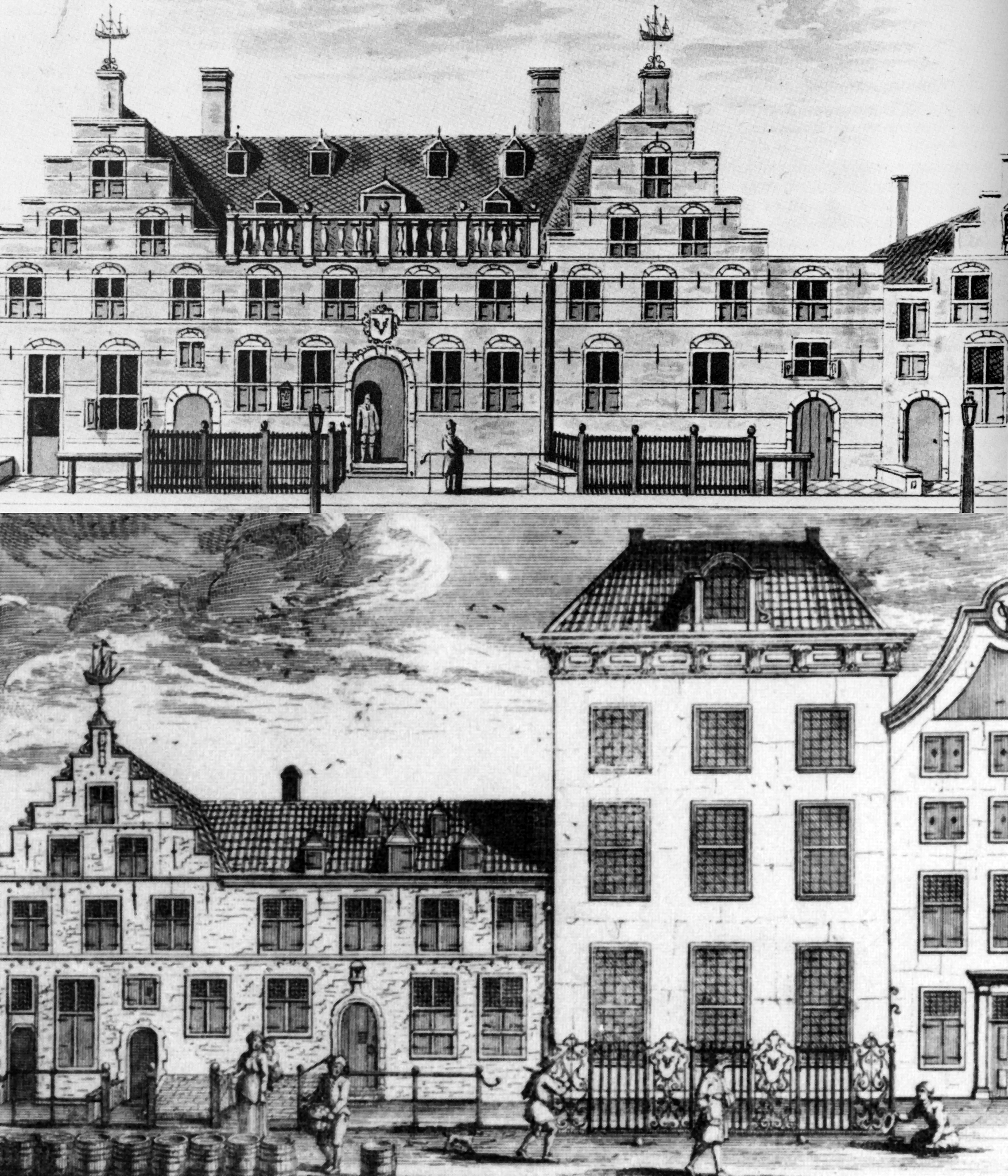
Het Oostindisch Huis in Delft, voor en na de verbouwing van 1722

In 1631, of kort daarvoor, kocht de Kamer van Delft een tweetal huizen aan de Oude Delft die zij liet verbouwen tot een eigen Oostindisch Huis. In de loop der tijd werd het uitgebreid met verschillende pakhuizen. In 1722 werd het rechterdeel van het Oostindisch Huis opnieuw verbouwd, waarin de bewindhebberskamer werd opgenomen. Aan de overkant van de gracht werd in 1653 een nieuw pakhuis gebouwd, bekend onder de naam het Oostindisch Pakhuis. Dit pakhuis werd in de daaropvolgende jaren uitgebreid met enkele andere aankopen. Op de huidige Westvest werd een lijnbaan in gebruik genomen (1670), en nabij de Oostpoort was de teerstoof gevestigd. In de loop der tijd werden voor verschillende doeleinden en uitbreiding van de handel nog diverse panden in Delft aangekocht. Na de opheffing van de VOC kwam het Oostindisch Huis in het bezit van het Departement van Oorlog. Het Oostindisch Pakhuis ging deel uitmaken van het Armamentarium, het voormalige Legermuseum.

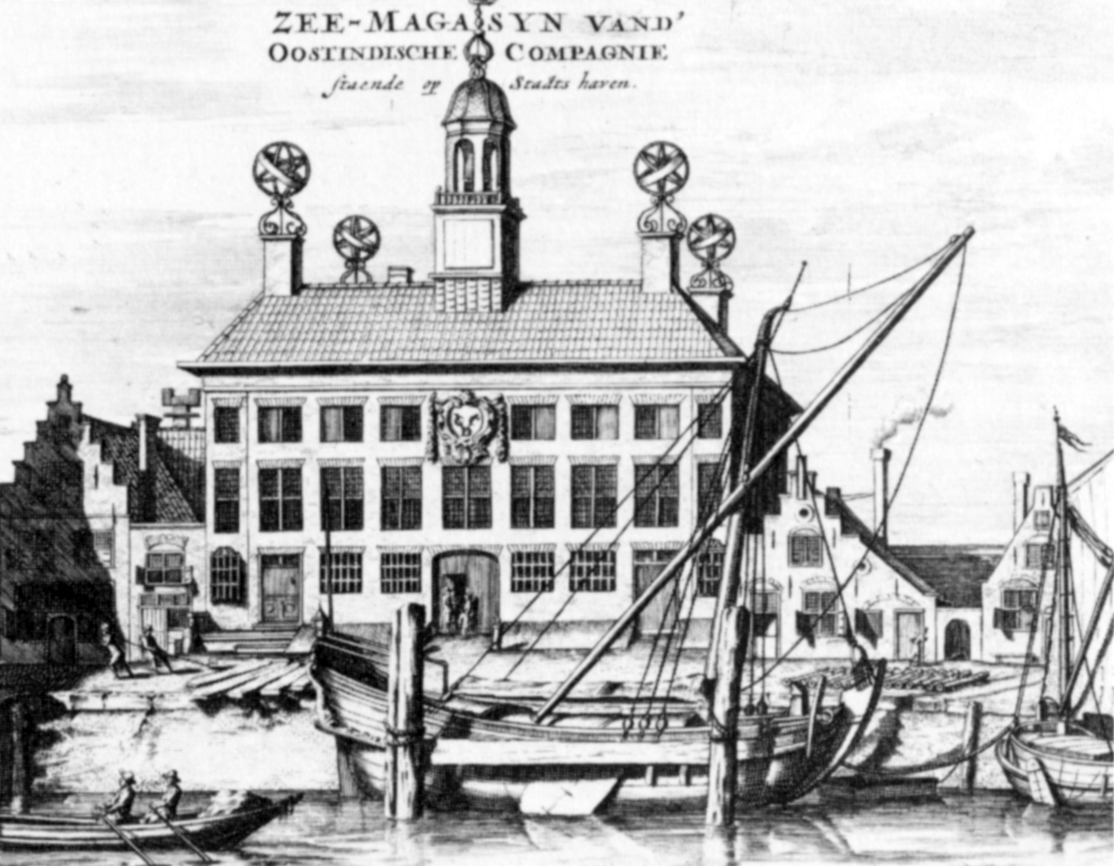
Het Zeemagazijn in Delfshaven voor de brand

Delft was tot 1389 niet met de Maas verbonden maar kreeg toestemming om vanaf Overschie een kanaal naar de Maas te graven. Daar ontwikkelde zich op 12 km afstand van de stad Delfshaven. Oorspronkelijk beperkte Delft de ontwikkeling van Delfshaven om de economische activiteit in Delft niet te schaden, maar het ontstaan van de VOC bracht daarin verandering. De VOC huurde in eerste instantie één scheepswerf, in 1672 een tweede, en in 1702 een derde. De Delftse Kamer van de VOC gaf in de 17e eeuw werk aan enige honderden arbeiders in Delfshaven, en Delfshaven groeide uit tot een havenplaats met ca. 2.500 inwoners. In de loop der tijd kocht de VOC verschillende panden in Delfshaven, en verbouwde deze in 1672 tot het Zeemagazijn. Het was een imposant gebouw dat uiterlijk meer weg had van een paleis dan van een magazijn. In 1746 brandde het af, waarna het in eenvoudiger vorm werd herbouwd. Het Zeemagazijn diende overigens uitsluitend voor de uitrusting van de schepen; de handelswaar werd opgeslagen in Delft. Op de scheepswerf van Delfshaven werden uiteindelijk 111 schepen voor de VOC gebouwd. Na de opheffing van de VOC werd het Zeemagazijn korte tijd gebruikt als onderkomen voor invaliden. In 1813 ging de scheepswerf en het pand over naar de marine.

## Economische en sociale effecten voor Delft
De bloeitijd van de Kamer van Delft begon na 1670 en hield aan tot het midden van de 18e eeuw. Driemaal per jaar zond de Kamer een vloot uit naar Indië; in totaal verlieten in opdracht van Delft 314 schepen Delfshaven. De VOC was voor Delft de grootste werkgever. Veel Delftse inwoners monsterden aan op de schepen. In de 18e eeuw verlieten bijna 11.000 Delftenaren het land als werknemer van de Delftse VOC-Kamer. Aan het begin van de 18e eeuw kwam 57% van de bemanning uit Delft, maar tegen het eind daalde dat tot 8%. Die grote uitstroom van Delftse mannen was merkbaar van invloed op de Delftse samenleving, die uit ca. 15.000 inwoners bestond. Er waren daardoor in Delft veel eenoudergezinnen, en als de man op reis stierf stopte de VOC de uitbetaling van het loon. Kinderen kwamen daardoor vaak in weeshuizen terecht en omdat VOC-bestuurders veelal ook in het bestuur van weeshuizen een functie hadden, was voor veel van deze weeskinderen de VOC de toekomstige werkgever.

Naast de oosterse specerijenhandel was voor Delft, meer dan voor de andere steden, de handel in Chinees porselein van belang. Chinees porselein was vanaf het begin van de VOC-tijd populair in Nederland en toen na 1647 de import door een burgeroorlog in China tot stilstand kwam, gingen de Delftse plateelbakkers met groot succes over op het maken van imitaties. Na 1750 kwam de import weer op gang, wat het einde betekende voor de Delftse plateelbakkers. Tot op heden is echter het Delfts blauw wereldwijd bekend.
Voor Delft en omstreken was echter niet alleen de handel in Oosterse producten van groot economisch belang, maar ook de toelevering voor de uitrusting van de schepen had een beduidende invloed op de welvaart in Delft en omstreken.